# منا القابضة
شركه منا القابضة (MENA Holding CO. k.s.c) هي شركه مساهمة كويتية قابضة تأسست في 1991 ، وتم إدراجها في سوق الكويت للأوراق الماليه في 17يناير 2005، تشمل أنشطة تقديم الخدمات العقاريه والخدمات الصناعيه والمشاريع الترفيهيه والسياحيه وتعمل الشركة في تملك أسهم شركات كويتية أو أجنبية وكذلك تملك أسهم أو حصص في شركات ذات مسئولية محدودة كويتية أو أجنبية أوالاشتراك في تأسيس الشركات بنوعيها وإدارتها وأغراضها وكفالتها لدى الغير. وتملك حقوق الملكية الصناعية من براءات اختراعات وعلامات تجارية صناعية أو رسوم صناعية أو أية حقوق أخرى تتعلق بذلك وتـاجيرها لشركات واستغلالها داخل الكويت أو خارجها.وتملك المنقولات والعقارات اللازمة لمباشرة نشاطها في الحدود المسموح بها وفقا للقانون. وإقراض الشركات التي تمتلك فيها أسمها وكفالتها لدى الغير وفي هذة الحالة يتعين ألا تقل نسبة مشاركة الشركة القابضة في في رأس مال الشركة المقترضة عن 20% على الأقل. واستغلال الفوائض المالية المتوفرة لدى الشركة عن طريق استثمارها في محافظ مالية تدار من قبل شركات وجهات متخصصة. بالإضافة إلي امتلاك أسهم في شركات متخصصه في الإعمال اللوجيستيه والإنشاءات العقاريه والثروة السمكيه والحيوانيه وللشركة أصول نقدية تقدر بميلغ 458,051,211 مليون دولار وذلك بالتماشي مع أحكام الشريعة الإسلاميه ويبلغ رأسمالها المدفوع 66,000,000 دينار كويتي 

## تاريخ تأسيس المجموعة
- في الحادى عشر من أبريل لعام 1988 تم تأسيس شركة الخالدية للمقاولات الحديدية (ذ.م.م) برأس مال قدرة 50.000 د.ك «خمسون ألف دينار كويتى» وتمثلت الأهداف في إنتاج الأثاث والمطابخ المعدنية.
- في التاسع من أكتوبر لعام 1991 تم تأسيس شركة العثمان والصديق لمقاولات المبانى (ذ.م.م) 50.000 د.ك «خمسون ألف دينار كويتى» للأغراض التالية (مقاولات عامة للمبانى وبيع الاصباغ وأدوات الحدادة والنجارة والبناء).
- في السادس من  أغسطس لعام 1992 تم زيادة رأس مال الشركة 100.000 د.ك «مائة ألف دينار كويتى».ثم تم صدور رخصة من وزارة التجارة والصناعة بإنشاء أول فرع للنشاط الترفيهي بالشركة تحت اسم قرية الطفل الترويحية.
- في الثالث من أكتوبر تم تخصيص قسيمة صناعية بمساحة 2000 م2 باسم الشركة في منطقة أمغرة لإقامة مصنع للإعمال الحديدية ونظام البناء المعدنى واصبحت الأهداف التي أسست من أجلها الشركة: 1- تجارة عامة ومقاولات ما عدا العقار والاسهم  2 – تموين البواخر.
- في التاسع من يناير لعام 1993 تم تعديل اسم الشركة من شركة العثمان والصديق لمقاولات المبانى إلى «شركة العثمان والصديق للتجارة العامة والمقاولات ذ.م.م».
- في الثالث من أبريل لعام 1995 تمت الموافقة على ترخيص إقامة منشاة صناعية باسم «مؤسسة العثمان للكية سبان» للإعمال الحديدية ونظام البناء المعدنى ومظلات الكية سبان.
- في أكتوبر لعام2001 تم تحويل الكيان القانونى لشركة العثمان والصديق للتجارة العامة والمقاولات إلى شركة مساهمة كويتية مقفلة وأصبح اسم الشركة هو المجموعة الدولية للمشاريع الصناعية – شركة مساهمة كويتية (مقفلة).
- في عام 2002 قامت الشركة بشراء كافة مخلفات الجيش العراقى (معدات ثقيلة - دبابات وغيرها) الناتجة عن حرب الخليج 1990-1991 م، وقد حققت الشركة نسب أرباح عالية نتيجة هذة الصفقة.
- في شهر مايو لعام 2005 حدد رأس مال الشركة بمبلغ 2.950.000 د.ك (اثنان مليون وتسعمائة وخمسون ألف دينار كويتى).
- في الخامس عشر لشهر مايو لعام  2006  حدد رأس مال الشركة بمبلغ 600/ 3.188.208 د.ك (ثلاثة ملايين ومئة وثمانية وثمانية ألف ومئتان ثمانية دينار كويتى وستون فلس).
- في العشرين من مايو لعام 2007 تم تعديل المجموعة الدولية للمشاريع الصناعية ليصبح اسم الشركة المجموعة العالمية القابضة. وحدد رأس مال الشركة بمبلغ 030 / 3.347.619 د.ك (ثلاثة ملايين وثلاثمائة وسبعة وأربعون ألف وستمائة وتسعة عشر دينار كويتى وثلاثون فلس).
- في الخامس والعشرين من شهر نوفمبر لعام 2007  حدد رأس مال الشركة بمبلغ 10.010.000 د.ك (عشرة ملايين وعشرة الآف دينار كويتى). ثم تعديل اسم الشركة: من المجموعة العالمية القابضة ليصبح اسم الشركة منا القابضة.
- ثم في السابع عشر لشهر مايو لعام  2009 وبناء على الجمعية العمومية   حدد رأس مال الشركة بمبلغ 40.000.000 د.ك (أربعون مليون دينار كويتى).
- في الواحد والثلاثون لشهر مايو لعام 2009  حدد رأس مال الشركة بمبلغ 60.000.000 د.ك (ستون مليون دينار كويتى).
- في الواحد والثلاثون لشهر مايو لعام 2010  حدد رأس مال الشركة بمبلغ 66.000.000 د.ك (ستة وستون مليون دينار كويتى).

## مجلس الإدارة
يدير الشركة مجلس إدارة مكوّن من:
- أحمد على أحمد الخضرى: رئيس مجلس إدارة
- طارق عيسى سليمان السلطان: نائب رئيس مجلس الإدارة
- طارق حمود على الغانم: عضو مجلس إدارة
- وليد عبد العزيز العبد الله الروضان: عضو مجلس إدارة
- عيسى حسن محمد بورحمة: عضو مجلس إدارة

## مساهمات الشركة
شركة منا هي شركة قابضة تمتلك مجموعة من الشركات التابعة والزميلة التي تستثمر في عدة مجالات مختلفة في دولة الكويت ومصر والمغرب وقطر
تتضمن البيانات المالية المجمعة لشركة منا القابضة ش.م.ك وللشركات التابعة والزميلة في 31 ديسمبر 2014 .
| أسماء الشركات التابعة                                       | بلد التأسيس |
| ----------------------------------------------------------- | ----------- |
| شركة المجموعة الدولية للتخزين ش.م.ك (مقفلة)                 | الكويت      |
| شركة عوازل الخليجية للتجارة العامة والمقاولات ذ.م.م.        | الكويت      |
| شركة مجموعة المدن الانشائية للتجارة العامة والمقاولات ذ.م.م | الكويت      |
| شركة المدن الجديدة للتجارة العامة والمقاولات ذ.م.م          | الكويت      |
| شركة منا للرياضة والترفية ش.م.ك (مقفلة)                     | الكويت      |
| الشركة الكويتية المصرية للاستثمار العقارى ش.م.م.            | مصر         |

إسثمارات في شركات زميلة تتمثل مما يلى:- 
| أسماء الشركات الزميلة                                 | بلد التأسيس |
| ----------------------------------------------------- | ----------- |
| شركة المجموعة الدولية للمشاريع العقارية ش.م.ك (مقفلة) | الكويت      |
| شركة المجموعة الدولية للمشاريع الصناعية ش.م.ك (مقفلة) | الكويت      |
| شركة منا لصناعة وتجارة الحديد ش.م.ك (مقفلة)           | الكويت      |
| شركة دار السلام للمشروعات الزراعية والعقارية ش.م.م    | مصر         |
| شركة الشاهد العقارية ش.م.ك (مقفلة)                    | الكويت      |
| شركة مداخل الخير للتجارة العامة والمقاولات ذ.م.م      | الكويت      |

## القطاعات الاستثمارية
- الخدمات الصناعيه
- المشاريع الترفيهيه
- السياحيه
- الإعمال اللوجيستيه
- الإنشاءات العقاريه